# ハリー・アマス
ハリー・ジョン・アマス（Harry John Amass, 2007年3月16日 - ）は、イングランド・ロンドン出身のプロサッカー選手。プレミアリーグ・マンチェスター・ユナイテッドFC所属。ポジションはディフェンダー。

## 経歴

### ワトフォード
2016年に9歳でワトフォードFCのユースアカデミーに加入。2023年1月にはFAカップ3回戦のリーディングFC戦でベンチ入りしたが、出場はなかった。

### マンチェスター・ユナイテッド
2023年3月に、プレミアリーグのマンチェスター・ユナイテッドFCがアマスとの契約に近付いていると報じられた。ワトフォードは報道後、アマスに新契約をオファーしたが、8月にユナイテッドと4年契約を結んだ。
2024年3月17日にユナイテッドと最初のプロ契約を結んだ。4月7日のリヴァプールFC戦でトップチームの試合に初めてベンチ入りしたが、出場はなかった。

## 代表歴
2024年のUEFA U-17欧州選手権にイングランド代表で出場した。
2024年9月4日、U-18イングランド代表として、ポルトガル代表戦でデビューを果たした。